# 마거리트 매킨타이어
마거리트 매킨타이어(Marguerite MacIntyre, 1965년 5월 11일 ~ )는 미국의 배우이다.

## 출연 작품
- 워킹데드: 핫 바디 (2013, April Apocalypse)
- 레드 드래곤 (2002)
- 아워 립스 아 실드 (2000)
- 남자 둘, 여자 하나 (1998)

### 텔레비전
- 카일 XY (2006-09)
- 뱀파이어 다이어리 (2009-17)